# Liste der Einträge im National Register of Historic Places im Hamblen County
Diese Liste der Einträge im National Register of Historic Places im Hamblen County (Tennessee) enthält alle im Hamblen County, Tennessee in das National Register of Historic Places eingetragenen Gebäude, Bauwerke, Objekte, Stätten oder historischen Distrikte.
Diese Liste entspricht dem Bearbeitungsstand des National Park Service/National Register of Historic Places vom 4. Oktober 2024.

## Legende
| NRHP | Historic Place             |
| HD   | National Historic District |

## Aktuelle Einträge
| [ 2 ] | Name                                     | Bild                         | Eintragsdatum                  | Lage | Ort          | Beschreibung |
| ----- | ---------------------------------------- | ---------------------------- | ------------------------------ | --- | ------------ | ------------ |
| 1     | Barton Springs                           | Barton Springs               | 22. Mai 1978 ID-Nr. 78002594   | östlich von Morristown 36° 14′ 14″ N, 83° 14′ 3,8″ W                                                                                               | Morristown   |              |
| 2     | Bethel Methodist Church                  | Bethel Methodist Church      | 28. März 2018 ID-Nr. 100002260 | 703 N. Cumberland St. 36° 13′ 7,1″ N, 83° 17′ 43,2″ W                                                                                              | Morristown   |              |
| 3     | Bethesda Presbyterian Church             | Bethesda Presbyterian Church | 11. Apr. 1973 ID-Nr. 73001771  | südwestlich von Russellville, in der nähe der U.S. Route 11E 36° 14′ 51″ N, 83° 13′ 40″ W                                                          | Russellville |              |
| 4     | Crockett Tavern Museum                   | Crockett Tavern Museum       | 18. Dez. 2013 ID-Nr. 13000948  | 2002 Morningside Drive 36° 13′ 17″ N, 83° 16′ 3,4″ W                                                                                               | Morristown   |              |
| 5     | Hamblen County Courthouse                | Hamblen County Courthouse    | 13. Apr. 1973 ID-Nr. 73001770  | 511 W. 2nd N. St. 36° 12′ 44″ N, 83° 17′ 55″ W | Morristown   |              |
| 6     | Leeper Farm                              | Leeper Farm                  | 21. März 2007 ID-Nr. 07000174  | 5878 Leepers Ferry Road 36° 7′ 26,8″ N, 83° 15′ 8,6″ W                                                                                             | White Pine   |              |
| 7     | Morristown Main Street Historic District | weitere Bilder               | 22. März 2016 ID-Nr. 16000120  | 101–119 E. Main, 200–243 W. Main, 113–133, 118–134 N. Henry, 111–121 N. Cumberland und 110–128 S. Cumberland Sts. 36° 12′ 48,7″ N, 83° 17′ 35,2″ W | Morristown   |              |
| 8     | Phillips House                           | Phillips House               | 4. Apr. 1996 ID-Nr. 96000384   | 307 E. 2nd N. St. 36° 13′ 0″ N, 83° 17′ 27,9″ W | Morristown   |              |
| 9     | Rose School                              | Rose School                  | 18. Okt. 1976 ID-Nr. 76001778  | Jackson und W. 2nd N. Sts. 36° 12′ 47″ N, 83° 17′ 55″ W                                                                                            | Morristown   |              |
| 10    | Rural Mount                              | weitere Bilder               | 30. Juli 1975 ID-Nr. 75001757  | südöstlich von Morristown, in der Nähe der Tennessee State Route 160 36° 8′ 44″ N, 83° 11′ 23″ W                                                   | Morristown   |              |
| 11    | St. Paul Presbyterian Church             | St. Paul Presbyterian Church | 10. Aug. 1979 ID-Nr. 79002434  | westlich von Lowland 36° 9′ 42″ N, 83° 13′ 33″ W                                                                                                   | Lowland      |              |
| 12    | U.S. Post Office                         | U.S. Post Office             | 25. Apr. 1983 ID-Nr. 83003037  | 134 N. Henry St. 36° 12′ 49″ N, 83° 17′ 39,8″ W | Morristown   |              |
| 13    | Watkins-Witt House                       | Watkins-Witt House           | 31. Jan. 1991 ID-Nr. 90001752  | 6622 W. Andrew Johnson Highway 36° 10′ 9″ N, 83° 24′ 23″ W                                                                                         | Talbott      |              |

## Ehemalige Einträge
| [ 2 ] | Name                                 | Bild           | Eintragsdatum                 | Lage                                          | Ort        | Beschreibung |
| ----- | ------------------------------------ | -------------- | ----------------------------- | --------------------------------------------- | ---------- | --- |
| 1     | Morristown College Historic District | weitere Bilder | 15. Sep. 1983 ID-Nr. 83003036 | 417 N. James St. 36° 13′ 16″ N, 83° 17′ 37″ W | Morristown | Ein teilweiser Einsturz und Verfall der Gebäude führte am Jahreswechsel 2016–2017 zum Entschluss die Gebäude abzureißen. |